# وردهاوال خید

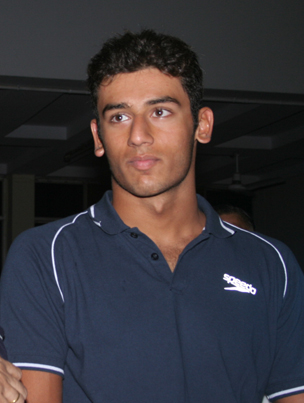
وردهاوال خید در سال ۲۰۰۸

وردهاوال خید (به انگلیسی: Virdhawal Khade) (زادهٔ ۲۹ اوت ۱۹۹۱) شناگر اهل هند است.